# 多塞河畔阿帕雷西达
多塞河畔阿帕雷西达是巴西戈亚斯州的一个市镇。总面积602.288平方公里，总人口2786人，人口密度4.6人/平方公里。